# 柯蒂斯·琼斯
柯蒂斯·朱利安·琼斯（英語：Curtis Julian Jones，2001年1月30日—）英格兰足球运动员，出身於利物浦青訓系統，现效力于英超球隊利物浦及英格蘭足球代表隊，司职中場。

## 生平

### 早年
琼斯出生并成长于利物浦，不到9岁便加入了利物浦足球俱乐部所属的科克比青训学院。2016-17赛季，柯蒂斯·琼斯在U16年龄段时，就开始代表利物浦U18参加青年联赛。

### 职业生涯
2018年2月1日，利物浦宣布与琼斯签下职业合同，琼斯正式进入利物浦一线队。
2019年1月7日，琼斯于英格兰足总杯第三轮利物浦对阵狼队的比赛中亮相，这是他首次代表利物浦一线队出战正式比赛。2019年10月30日，英格兰联赛杯八分之一决赛，凭借琼斯在点球大战中打入的制胜一球，利物浦以总比分10-9淘汰阿森纳晋级。2019年12月7日，利物浦客场挑战伯恩茅斯的比赛中，琼斯替补上场，完成了个人联赛处子秀。
2020年1月5日，英足总杯上演默西赛德郡德比，琼斯代表利物浦首发登场，并于第71分钟接队友奥里吉回传，打入一记世界波（也是场上唯一进球），帮助球队战胜埃弗顿。
2020年7月4日，利物浦與瓊斯簽下長約，並在7月5日對陣阿士東維拉後備上場後打進他在英超的首個入球，球队最終以2:0勝出。2020年7月20日，利物浦宣布瓊斯下賽季起將會穿上17號球衣。

## 职业生涯统计
| 俱乐部       | 赛季         | 联赛         | 联赛 | 联赛 | 足总杯 | 足总杯 | 联赛杯 | 联赛杯 | 其它 | 其它 | 合计 | 合计 |
| 俱乐部       | 赛季         | 联赛         | 出场 | 进球 | 出场   | 进球   | 出场   | 进球   | 出场 | 进球 | 出场 | 进球 |
| ------------ | ------------ | ------------ | ---- | ---- | ------ | ------ | ------ | ------ | ---- | ---- | ---- | ---- |
| 利物浦       | 2018-19      | 英超联赛     | 0    | 0    | 1      | 0      | 0      | 0      | 0    | 0    | 1    | 0    |
| 利物浦       | 2019-20      | 英超联赛     | 4    | 1    | 4      | 2      | 2      | 0      | 0    | 0    | 10   | 3    |
| 利物浦U21    | 2019–20      | —            | —    | —    | —      | —      | —      | —      | 1    | 0    | 1    | 0    |
| 职业生涯总计 | 职业生涯总计 | 职业生涯总计 | 3    | 1    | 5      | 1      | 2      | 0      | 1    | 0    | 11   | 3    |

1. ↑  英格兰足球联赛锦标赛上出场。

## 榮譽
利物浦
- 世界冠軍球會盃冠军：2019[13]
- 英格蘭超級足球聯賽冠军：2019–20、2024–25
- 英格蘭足球聯賽盃冠軍：2021–22、2023–24
- 英格蘭足總盃冠軍：2021–22
- 英格兰社区盾冠军：2022

### 國家隊
英格蘭U21
- 歐洲U-21足球錦標賽冠軍：2023[14]